# Tai chua
Tai chua hay còn gọi bứa cọng (danh pháp hai phần: Garcinia cowa) là một loài cây mộc thuộc Họ Bứa, cận chủng với măng cụt. Đây là một loại cây nhiệt đới cho quả ăn được, mọc hoang ở ven rừng tại Đông Nam Á nhưng gần đây cũng được ươm trồng. Ở Việt Nam tai chua mọc ở Bắc Bộ và bắc Trung Bộ từ Hà Tĩnh trở ra.

## Miêu tả
Tai chua là một cây cỡ trung bình, cao khoảng 15 - 16m, thân mọc thẳng. Lá tai chua là lá đơn, sắc xanh lục, mọc đối nhau, dài 7 - 17cm, rộng 2,5 – 7 cm, hình trứng ngược.
Tai chua lưỡng tính, ra hoa bốn hoặc năm cánh màu trắng vào tháng 4, tháng 5; đến khoảng tháng 8, tháng 9 thì là mùa tai chua bắt đầu chín. Trái hình cầu hơi bẹp, tương tự trái ổi, vỏ dày màu xanh ngả vàng. Tai chua có 4 - 8 múi; thịt sắc trắng hay hồng. Mỗi trái có 6 - 10 hạt.

## Sử dụng
Thu hoạch tai chua chủ yếu là lấy trái. Quả tai chua được dùng làm vị chua trong ẩm thực Việt Nam nhất là những món ăn miền Bắc. Tai chua thường dùng ở dạng phơi khô.
Ngoài ra cây tai chua cũng được đẵn lấy gỗ.

## Hình ảnh

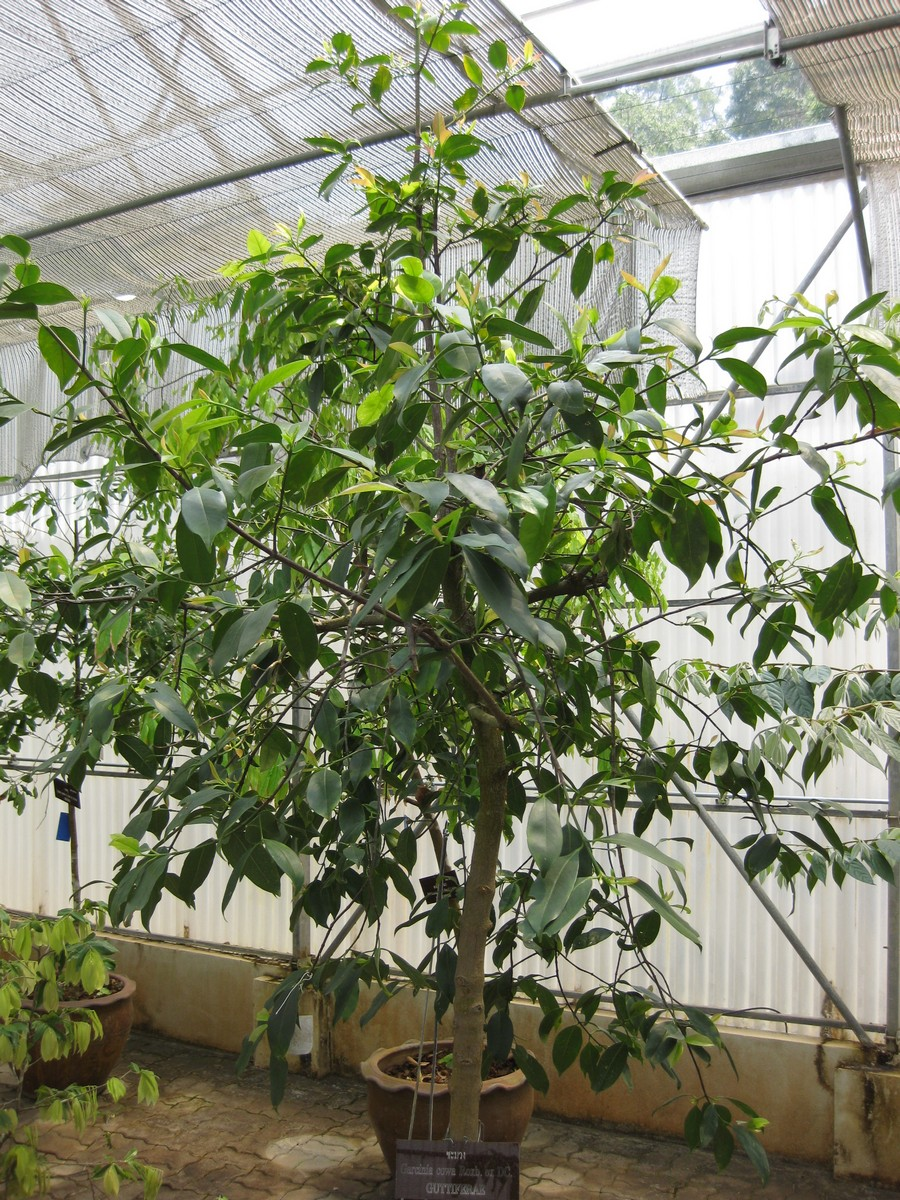
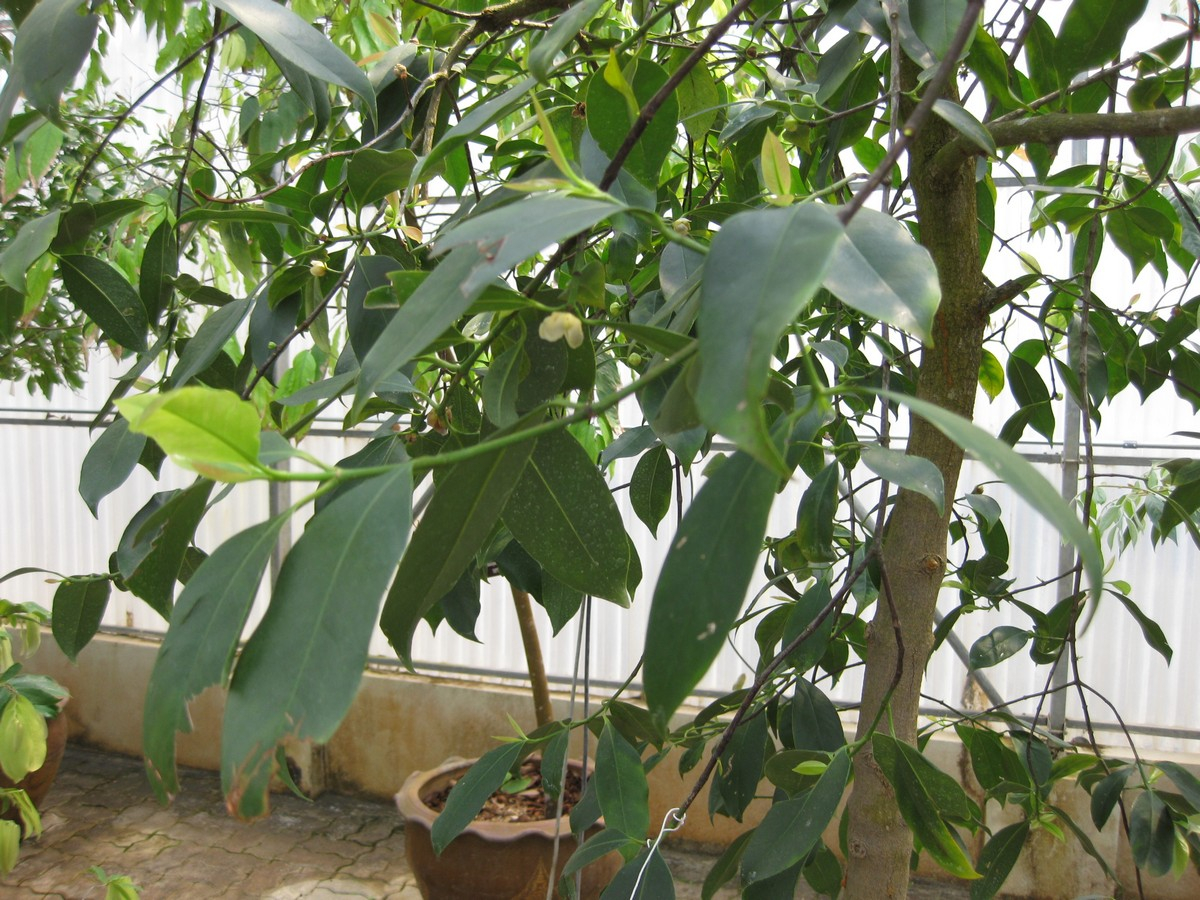
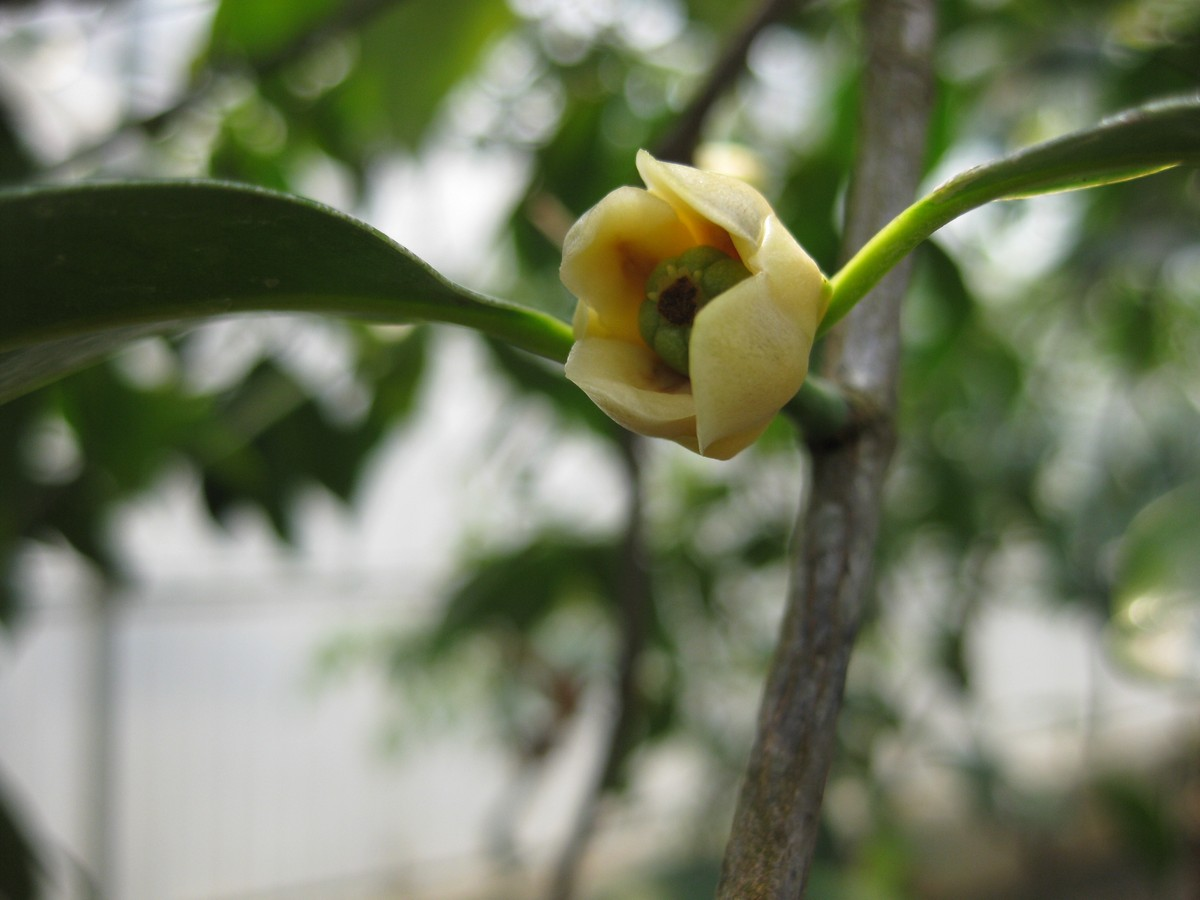
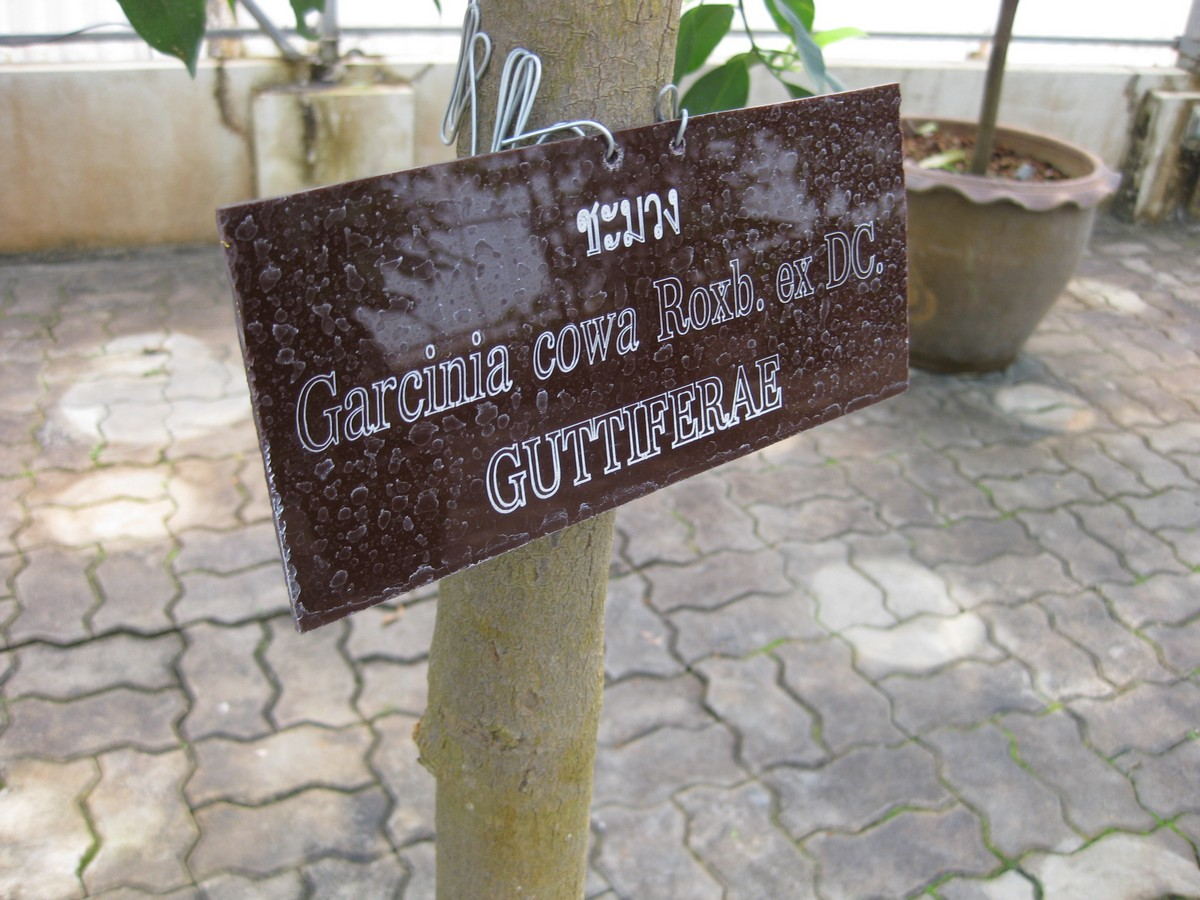
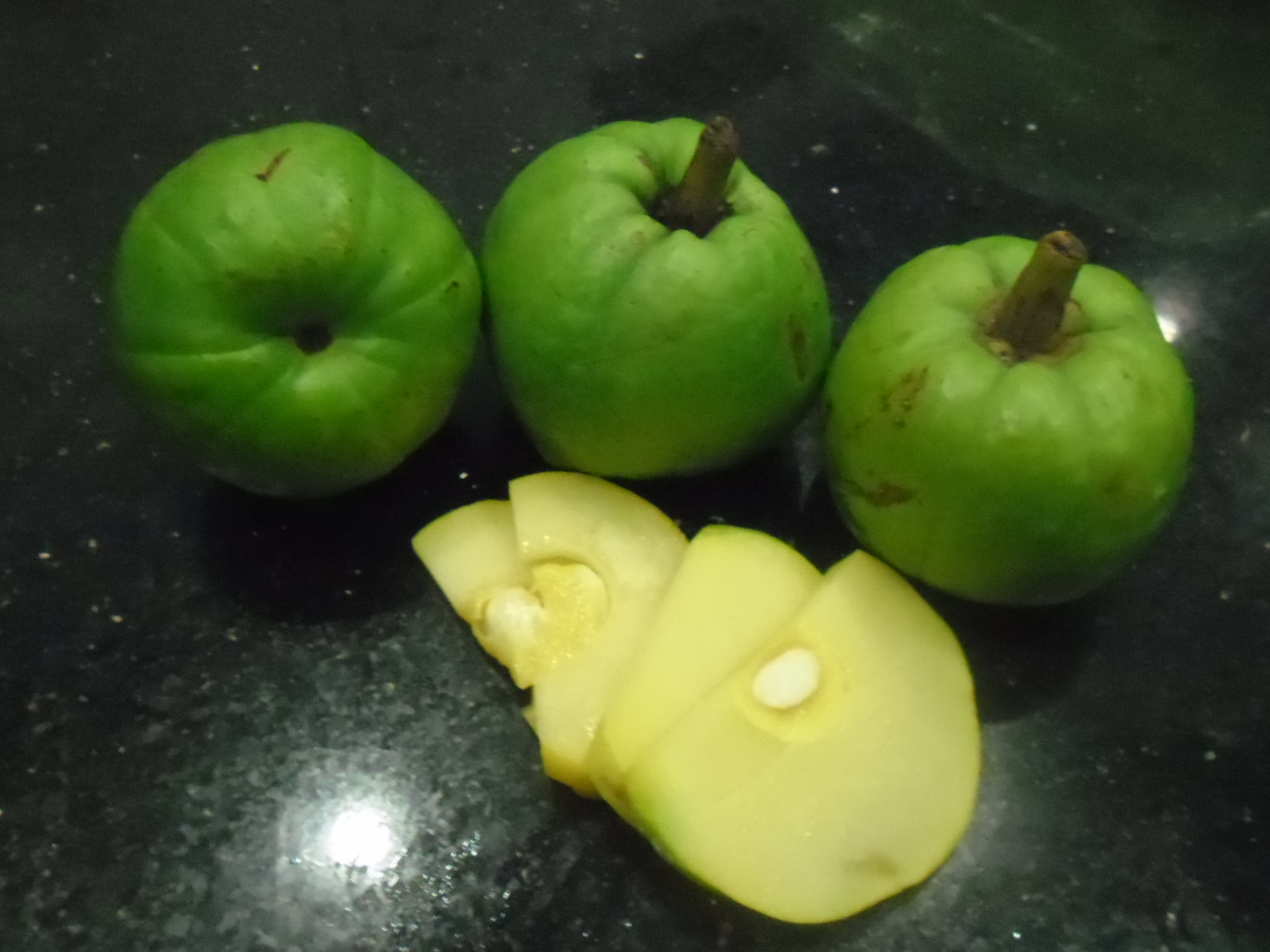